# Lacinularia megalotrocha
Lacinularia megalotrocha är en hjuldjursart som beskrevs av Thorpe 1893. Lacinularia megalotrocha ingår i släktet Lacinularia och familjen Flosculariidae. Inga underarter finns listade i Catalogue of Life.